# Liste der Monuments historiques in Lorentzen
Die Liste der Monuments historiques in Lorentzen führt die Monuments historiques in der französischen Gemeinde Lorentzen auf.

## Liste der Bauwerke
| Bezeichnung                 | Beschreibung | Standort                 | Kennzeichnung | Schutzstatus | Datum | Bild           |
| --------------------------- | --- | ------------------------ | ------------- | ------------ | ----- | -------------- |
| Ehemalige Kirche St-Laurent | jetzt Gemeindesaal; 1769 nach Entwurf von Friedrich Joachim Stengel errichtet                                                                               | 10 rue Principale (Lage) | PA00084779    | Inscrit      | 1985  | weitere Bilder |
| Schloss Lorentzen           | zum Schloss umgebaute Burganlage, ab dem zweiten Viertel des 14. Jahrhunderts; Wohnhaus, Schlossmühle und Zehntscheune, 18. und Anfang des 19. Jahrhunderts | Place du Château (Lage)  | PA00085270    | Inscrit      | 1990  | weitere Bilder |

## Liste der Objekte
| Bezeichnung | Beschreibung          | Standort                              | Kennzeichnung | Schutzstatus | Datum | Bild |
| ----------- | --------------------- | ------------------------------------- | ------------- | ------------ | ----- | ---- |
| Glocke      | Bronze, 1769 gegossen | in der protestantischen Kirche (Lage) | PM67001285    | Inscrit      | 1999  |      |